# John Mariucci
Temple de la renommée : 1985
Temple de la renommée américain : 1973
John Mariucci (né le 8 mai 1916 à Eveleth aux États-Unis - mort le 23 mars 1987) est un dirigeant, un entraîneur et un joueur professionnel américain de hockey sur glace qui évoluait au poste de défenseur. Il est souvent considéré comme le « parrain du hockey du Minnesota » (en anglais : Godfather of Minnesota Hockey).

## Biographie
Né à Eveleth, dans le Minnesota, Mariucci fait ses études universitaires à l'Université du Minnesota où il participe aux championnats de la National Collegiate Athletic Association (NCAA) avec l'équipe de hockey sur glace et celle de football américain, les Golden Gophers. Il signe son premier contrat professionnel avec les Black Hawks de Chicago ; il passe cinq saisons avec les Black Hawks dont il est le capitaine à deux reprises en 1945-1946 et 1947-1948. Vendu en 1948 aux Flyers de Saint-Louis puis échangé l'année suivante aux Millers de Minneapolis, il termine sa carrière de joueur en 1952.
Il prend le poste d'entraîneur en chef de l'équipe de hockey de l'université du Minnesota. À ce poste, il rechigne alors à recruter des joueurs canadiens, préférant s'appuyer sur les talents locaux. Grâce à cette politique, le hockey se développe plus rapidement dans le Minnesota que partout ailleurs aux États-Unis, le nombre d'équipes dans l'enseignement secondaire passant de quelques-unes à plus de 150 entre 1952 et 1982. Mariucci reste entraîneur des Gophers jusqu'en 1966, ne s'interrompant qu'une saison pour diriger l'équipe des États-Unis qui remporte la médaille d'argent aux Jeux olympiques de 1956. En 1967, il se joint aux North Stars du Minnesota, nouvelle franchise de la Ligue nationale de hockey. Il y occupe le poste d'assistant au directeur général, poste qu'il occupe jusqu'à sa mort en 1987.

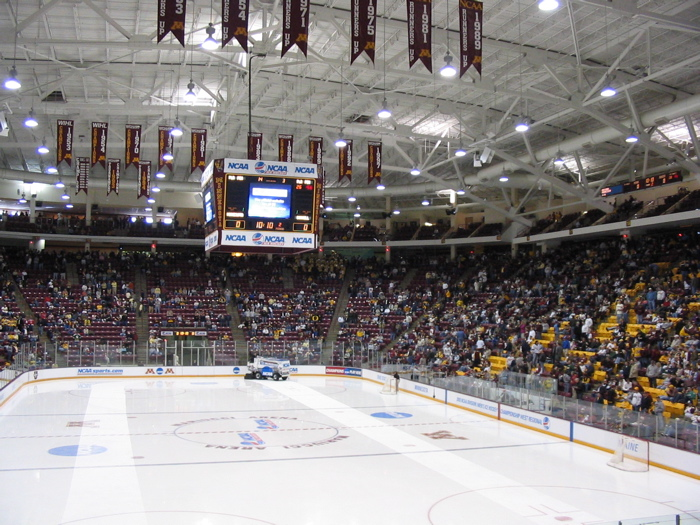
La Mariucci Arena.

En 1977, il reçoit le trophée Lester-Patrick pour ses contributions au hockey américain. En 1983, le trophée John-Mariucci de la American Hockey Coaches Association récompense le meilleur entraîneur de collège. En 1985, Mariucci est intronisé au temple de la renommée du hockey et la patinoire des Gophers est renommée John Mariucci Arena.
Il est enterré dans le cimetière national de fort Snelling au  Minnesota(p152).

## Statistiques

### Joueur
| Saison     | Équipe                      | Ligue      |     | Saison régulière | Saison régulière | Saison régulière | Saison régulière | Saison régulière |    | Séries éliminatoires | Séries éliminatoires | Séries éliminatoires | Séries éliminatoires | Séries éliminatoires |
| Saison     | Équipe                      | Ligue      | PJ  | B                | A                | Pts              | Pun              | PJ               | B  | A                    | Pts                  | Pun                  |                      |                      |
| 1938-1939  | Golden Gophers du Minnesota | NCAA       |     |                  |                  |                  |                  |                  |    |                      |                      |                      |                      |                      |
| 1940-1941  | Reds de Providence          | LAH        | 17  | 3                | 3                | 6                | 15               |                  |    |                      |                      |                      |                      |                      |
| 1940-1941  | Black Hawks de Chicago      | LNH        | 24  | 0                | 5                | 5                | 33               | 5                | 0  | 2                    | 2                    | 16                   |                      |                      |
| 1941-1942  | Black Hawks de Chicago      | LNH        | 46  | 5                | 8                | 13               | 64               | 3                | 0  | 0                    | 0                    | 0                    |                      |                      |
| 1942-1943  | U.S. Coast Guard Cutters    | EHL        |     |                  |                  |                  |                  |                  |    |                      |                      |                      |                      |                      |
| 1943-1944  | U.S. Coast Guard Cutters    | EHL        |     |                  |                  |                  |                  |                  |    |                      |                      |                      |                      |                      |
| 1945-1946  | Black Hawks de Chicago      | LNH        | 50  | 3                | 8                | 11               | 58               | 4                | 0  | 1                    | 1                    | 10                   |                      |                      |
| 1946-1947  | Black Hawks de Chicago      | LNH        | 52  | 2                | 9                | 11               | 110              | --               | -- | --                   | --                   | --                   |                      |                      |
| 1947-1948  | Black Hawks de Chicago      | LNH        | 51  | 1                | 4                | 5                | 63               | --               | -- | --                   | --                   | --                   |                      |                      |
| 1948-1949  | Flyers de Saint-Louis       | LAH        | 68  | 12               | 30               | 42               | 74               | 7                | 0  | 1                    | 1                    | 12                   |                      |                      |
| 1949-1950  | Millers de Minneapolis      | USHL       | 67  | 8                | 24               | 32               | 87               | 7                | 0  | 2                    | 2                    | 23                   |                      |                      |
| 1950-1951  | Saints de St. Paul          | USHL       | 59  | 2                | 28               | 30               | 85               | 4                | 0  | 0                    | 0                    | 0                    |                      |                      |
| 1951-1952  | Millers de Minneapolis      | AAHL       | 39  | 18               | 31               | 49               | 45               |                  |    |                      |                      |                      |                      |                      |
| Totaux LNH | Totaux LNH                  | Totaux LNH | 223 | 11               | 34               | 45               | 328              | 12               | 0  | 3                    | 3                    | 26                   |                      |                      |

### Entraîneur
| 1952-1953   | Golden Gophers du Minnesota | NCAA            | 29  | 23  | 6   | 0  | 79,3 % | 1er                                |
| 1953-1954   | Golden Gophers du Minnesota | NCAA            | 30  | 23  | 6   | 1  | 78,3 % | 1er                                |
| 1954-1955   | Golden Gophers du Minnesota | NCAA            | 30  | 16  | 12  | 2  | 56,7 % | 3e                                 |
| 1956        | États-Unis                  | Jeux olympiques | 5   | 4   | 1   | 0  | 80 %   | Médaille d'argent, Jeux olympiques |
| 1956-1957   | Golden Gophers du Minnesota | NCAA            | 29  | 12  | 15  | 2  | 44,8 % | 6e                                 |
| 1957-1958   | Golden Gophers du Minnesota | NCAA            | 27  | 16  | 11  | 0  | 59,3 % | 4e                                 |
| 1958-1959   | Golden Gophers du Minnesota | NCAA            | 24  | 12  | 10  | 2  | 54,2 % |                                    |
| 1959-1960   | Golden Gophers du Minnesota | NCAA            | 27  | 9   | 16  | 2  | 37 %   | 6e                                 |
| 1960-1961   | Golden Gophers du Minnesota | NCAA            | 29  | 17  | 11  | 1  | 60,3 % | 2e                                 |
| 1961-1962   | Golden Gophers du Minnesota | NCAA            | 21  | 9   | 10  | 2  | 47,6 % | 6e                                 |
| 1962-1963   | Golden Gophers du Minnesota | NCAA            | 27  | 16  | 7   | 4  | 66,7 % | 4e                                 |
| 1963-1964   | Golden Gophers du Minnesota | NCAA            | 25  | 14  | 11  | 0  | 56,0 % | 3e                                 |
| 1964-1965   | Golden Gophers du Minnesota | NCAA            | 28  | 14  | 12  | 2  | 53,6 % | 3e                                 |
| 1965-1966   | Golden Gophers du Minnesota | NCAA            | 27  | 16  | 11  | 0  | 59,3 % | 2e                                 |
| Totaux NCAA | Totaux NCAA                 | Totaux NCAA     | 364 | 207 | 142 | 15 | 58,9 % | 2 championnats d'association       |